# Magliophis
Magliophis – rodzaj węży z podrodziny ślimaczarzy (Dipsadinae) w rodzinie połozowatych (Colubridae).

## Zasięg występowania
Rodzaj obejmuje gatunki występujące na Portoryko, Brytyjskich Wyspach Dziewiczych i Wyspach Dziewiczych Stanów Zjednoczonych. 

## Systematyka

### Etymologia
Magliophis: Vincent Joseph Maglio, zoolog; οφις ophis, οφεως opheōs „wąż”.

### Podział systematyczny
Do rodzaju należą następujące gatunki: 
- Magliophis exiguus (Cope, 1862)
- Magliophis stahli (Stejneger, 1904)